# Dolerus vestigialis
Dolerus vestigialis är en stekelart som först beskrevs av Johann Christoph Friedrich Klug 1818.  Dolerus vestigialis ingår i släktet Dolerus, och familjen bladsteklar. Arten är reproducerande i Sverige.